# Te Tai Hauāuru
Te Tai Hauāuru és una circumscripció electoral de la Cambra de Representants de Nova Zelanda. Elegeix un diputat mitjançant el sistema electoral de representació proporcional mixta i fou creada per a les eleccions de 1996. És una de les circumscripcions electorals maoris. El seu electorat s'estén per l'oest de l'illa del Nord.
La circumscripció és representada per Tariana Turia del Partit Maori des de les eleccions de 2002.

## Història

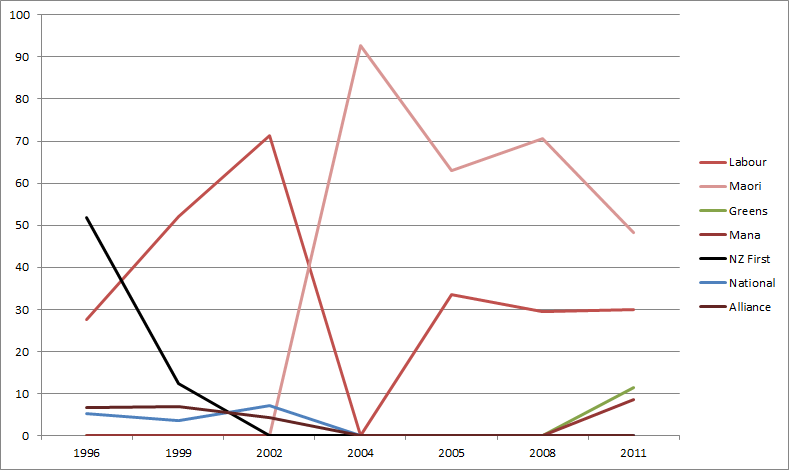
Resultats electorals de Te Tai Hauāuru des de les eleccions de 1996

La circumscripció va ser creada per a les eleccions de 1996, succeint la circumscripció de Western Maori (1868-1996). El seu primer diputat fou Tuku Morgan de Nova Zelanda Primer, en unes eleccions en les que totes les circumscripcions maoris serien guanyades per Nova Zelanda Primer. El Partit Laborista havia controlat la circumscripció prèvia de Western Maori des de les eleccions de 1938. El 1998 un grup de tres diputats de Nova Zelanda Primer van crear el partit Mauri Pacific; cap dels diputats fou reelegit en les eleccions de 1999.
Nanaia Mahuta del Partit Laborista el va succeir en les eleccions de 1999, en les quals Morgan va quedar en tercer lloc. Per a les eleccions de 2002 hi va haver un canvi en les fronteres de les circumscripcions electorals neozelandeses: Te Tai Hauāuru fou dividida entre una nova circumscripció de Te Tai Hauāuru i Tainui. Mahuta fou la candidata del partit a Tainui en lloc de Te Tai Hauāuru.
La nova candidata del Partit Laborista per a les eleccions de 2002 a Te Tai Hauāuru fou Tariana Turia. Turia havia estat diputada de llista pel partit des de les eleccions de 1996. Turia hi guanyà, però el 2004 va dimitir per a fer campanya electoral en una elecció parcial sent candidata pel nou Partit Maori. Des d'aleshores ha representat a Te Tai Hauāuru sota el Partit Maori, coliderant aquest partit i sent ministra en el gabinet de John Key.

## Composició
La circumscripció s'estén per l'oest i el centre de l'illa del Nord. Inclou les regions de Manawatu-Wanganui, Taranaki, Waikato i Wellington. Inclou els municipis de Palmerston North, New Plymouth, Whanganui, Porirua i Tokoroa. Altres localitats inclouen Feilding, Levin, Foxton, Bulls, Marton, Taumarunui, Otorohanga, Te Kuiti, Hawera, Opunake, Inglewood i Stratford.
Te Tai Hauāuru inclou les iwis de Ngāti Tama, Ngāti Mutunga, Ngāti Maru de Taranaki, Te Āti Awa, Taranaki, Ngā Ruahine, Ngāti Ruanui, Ngā Rauru, Te Āti Haunui-a-Pāpārangi, Ngāti Apa, Ngāti Hauiti, Ngāti Raukawa ki te Tonga, Ngāti Kauwhata, Rangitāne, Muaūpoko, Ngāti Toa, Maniapoto i Ngāti Huia.

## Diputats
| Termini | Termini         | Diputat       | Partit        | Notes                                           |
| ------- | --------------- | ------------- | ------------- | ----------------------------------------------- |
|         | 1996-1998       | Tuku Morgan   | NZ Primer     | El 1998 es canvià de partit a Mauri Pacific     |
|         | 1998-1999       | Tuku Morgan   | Mauri Pacific | El 1998 es canvià de partit a Mauri Pacific     |
|         | 1999-2002       | Nanaia Mahuta | Laborista     | El 2002 fou la candidata del partit a Tainui    |
|         | 2002-2004       | Tariana Turia | Laborista     | Colíder del Partit Maori des de 2004 i ministra |
|         | 2004-actualitat | Tariana Turia | Maori         | Colíder del Partit Maori des de 2004 i ministra |

### Diputats de llista
| Termini | Termini   | Diputat       | Partit    | Notes |
| ------- | --------- | ------------- | --------- | ----- |
|         | 1996-1999 | Nanaia Mahuta | Laborista |       |

## Eleccions

### Dècada de 2010
| Eleccions de 2011: Te Tai Hauāuru | Eleccions de 2011: Te Tai Hauāuru         | Eleccions de 2011: Te Tai Hauāuru | Eleccions de 2011: Te Tai Hauāuru | Eleccions de 2011: Te Tai Hauāuru | Eleccions de 2011: Te Tai Hauāuru | Eleccions de 2011: Te Tai Hauāuru | Eleccions de 2011: Te Tai Hauāuru | Eleccions de 2011: Te Tai Hauāuru |
| Partit                            | Partit                                    | Candidat                          | Vots per candidat                 | %                                 | ±%                                | Vots per partit                   | %                                 | ±%                                |
| --------------------------------- | ----------------------------------------- | --------------------------------- | --------------------------------- | --------------------------------- | --------------------------------- | --------------------------------- | --------------------------------- | --------------------------------- |
|                                   | Maori                                     | Tariana Turia                     | 8.433                             | 48,30                             | -22,28                            | 3.829                             | 21,05                             | -9,71                             |
|                                   | Laborista                                 | Soraya Peke-Mason                 | 5.212                             | 29,85                             | +0,43                             | 7.645                             | 42,03                             | -8,62                             |
|                                   | Verd                                      | Jack McDonald                     | 2.007                             | 11,49                             | +11,49                            | 2.031                             | 11,17                             | +7,64                             |
|                                   | Mana                                      | Frederick Timutimu                | 1.513                             | 8,67                              | +8,67                             | 1.499                             | 8,24                              | +8,24                             |
|                                   | Nga Iwi Morehu                            | Jennifer Waitai-Rapana            | 178                               | 1,02                              | +1,02                             |                                   |                                   |                                   |
|                                   | Sobirania                                 | Robert Wilson                     | 118                               | 0,68                              | +0,68                             |                                   |                                   |                                   |
|                                   | NZ Primer                                 |                                   |                                   |                                   |                                   | 1.445                             | 7,94                              | +2,73                             |
|                                   | Nacional                                  |                                   |                                   |                                   |                                   | 1.421                             | 7,81                              | +1,24                             |
|                                   | Cànnabis                                  |                                   |                                   |                                   |                                   | 195                               | 1,07                              | -0,15                             |
|                                   | Conservador                               |                                   |                                   |                                   |                                   | 67                                | 0,37                              | +0,37                             |
|                                   | Unit Futur                                |                                   |                                   |                                   |                                   | 25                                | 0,14                              | +0,02                             |
|                                   | ACT                                       |                                   |                                   |                                   |                                   | 23                                | 0,13                              | -0,27                             |
|                                   | Democràtic                                |                                   |                                   |                                   |                                   | 4                                 | 0,02                              | -0,01                             |
|                                   | Libertarianz                              |                                   |                                   |                                   |                                   | 3                                 | 0,02                              | +0,01                             |
|                                   | Aliança                                   |                                   |                                   |                                   |                                   | 1                                 | 0,01                              | -0,01                             |
| Vots nuls                         | Vots nuls                                 | Vots nuls                         | Vots nuls                         | Vots nuls                         | Vots nuls                         | 452                               | 2,49                              | +0,67                             |
| Participació                      | Participació                              | Participació                      | Participació                      | Participació                      | Participació                      | 18.188                            | 58,70                             | -4,54                             |
| Majoria                           | Majoria                                   | Majoria                           | Majoria                           | Majoria                           | Majoria                           | 3.221                             | 18,45                             | -22,71                            |
|                                   | Circumscripció defensada pel Partit Maori |                                   |                                   |                                   |                                   |                                   |                                   |                                   |

### Dècada de 2000
| Eleccions de 2008: Te Tai Hauāuru | Eleccions de 2008: Te Tai Hauāuru         | Eleccions de 2008: Te Tai Hauāuru | Eleccions de 2008: Te Tai Hauāuru | Eleccions de 2008: Te Tai Hauāuru | Eleccions de 2008: Te Tai Hauāuru | Eleccions de 2008: Te Tai Hauāuru | Eleccions de 2008: Te Tai Hauāuru | Eleccions de 2008: Te Tai Hauāuru |
| Partit                            | Partit                                    | Candidat                          | Vots per candidat                 | %                                 | ±%                                | Vots per partit                   | %                                 | ±%                                |
| --------------------------------- | ----------------------------------------- | --------------------------------- | --------------------------------- | --------------------------------- | --------------------------------- | --------------------------------- | --------------------------------- | --------------------------------- |
|                                   | Maori                                     | Tariana Turia                     | 13.406                            | 70,58                             | +7,60                             | 6.076                             | 30,76                             | -0,92                             |
|                                   | Laborista                                 | Errol Mason                       | 5.589                             | 29,42                             | -4,07                             | 10.005                            | 50,66                             | -2,44                             |
|                                   | Nacional                                  |                                   |                                   |                                   |                                   | 1.298                             | 6,57                              | +2,99                             |
|                                   | NZ Primer                                 |                                   |                                   |                                   |                                   | 1.029                             | 5,21                              | +0,40                             |
|                                   | Verd                                      |                                   |                                   |                                   |                                   | 697                               | 3,53                              | +0,37                             |
|                                   | Cànnabis                                  |                                   |                                   |                                   |                                   | 242                               | 1,23                              | +0,49                             |
|                                   | Bill i Ben                                |                                   |                                   |                                   |                                   | 120                               | 0,61                              | +0,61                             |
|                                   | Família                                   |                                   |                                   |                                   |                                   | 95                                | 0,48                              | +0,48                             |
|                                   | ACT                                       |                                   |                                   |                                   |                                   | 79                                | 0,40                              | +0,25                             |
|                                   | Progressista                              |                                   |                                   |                                   |                                   | 36                                | 0,18                              | -0,03                             |
|                                   | Unit Futur                                |                                   |                                   |                                   |                                   | 24                                | 0,12                              | -0,43                             |
|                                   | Kiwi                                      |                                   |                                   |                                   |                                   | 22                                | 0,11                              | +0,11                             |
|                                   | Pacífic                                   |                                   |                                   |                                   |                                   | 9                                 | 0,05                              | +0,05                             |
|                                   | Treballadors                              |                                   |                                   |                                   |                                   | 6                                 | 0,03                              | +0,03                             |
|                                   | Democràtic                                |                                   |                                   |                                   |                                   | 5                                 | 0,03                              | +0,03                             |
|                                   | República                                 |                                   |                                   |                                   |                                   | 4                                 | 0,02                              | +0,02                             |
|                                   | Aliança                                   |                                   |                                   |                                   |                                   | 3                                 | 0,02                              | -0,01                             |
|                                   | Libertarianz                              |                                   |                                   |                                   |                                   | 1                                 | 0,01                              | -0,01                             |
| Vots nuls                         | Vots nuls                                 | Vots nuls                         | Vots nuls                         | Vots nuls                         | Vots nuls                         | 359                               | 1,82                              | +0,54                             |
| Participació                      | Participació                              | Participació                      | Participació                      | Participació                      | Participació                      | 19.751                            | 63,24                             | -5,28                             |
| Majoria                           | Majoria                                   | Majoria                           | Majoria                           | Majoria                           | Majoria                           | 7.817                             | 41,15                             | +11,67                            |
|                                   | Circumscripció defensada pel Partit Maori |                                   |                                   |                                   |                                   |                                   |                                   |                                   |

| Eleccions de 2005: Te Tai Hauāuru | Eleccions de 2005: Te Tai Hauāuru         | Eleccions de 2005: Te Tai Hauāuru | Eleccions de 2005: Te Tai Hauāuru | Eleccions de 2005: Te Tai Hauāuru | Eleccions de 2005: Te Tai Hauāuru | Eleccions de 2005: Te Tai Hauāuru | Eleccions de 2005: Te Tai Hauāuru | Eleccions de 2005: Te Tai Hauāuru |
| Partit                            | Partit                                    | Candidat                          | Vots per candidat                 | %                                 | ±%                                | Vots per partit                   | %                                 | ±%                                |
| --------------------------------- | ----------------------------------------- | --------------------------------- | --------------------------------- | --------------------------------- | --------------------------------- | --------------------------------- | --------------------------------- | --------------------------------- |
|                                   | Maori                                     | Tariana Turia                     | 10.922                            | 62,98                             | -8,38                             | 5.739                             | 31,68                             | +31,68                            |
|                                   | Laborista                                 | Errol Mason                       | 5.589                             | 33,49                             | -37,87                            | 9.619                             | 53,10                             | -2,98                             |
|                                   | Destí                                     | Hemi Te Wano                      | 612                               | 3,53                              | +3,53                             | 322                               | 1,78                              | +1,78                             |
|                                   | NZ Primer                                 |                                   |                                   |                                   |                                   | 872                               | 4,81                              | -7,85                             |
|                                   | Nacional                                  |                                   |                                   |                                   |                                   | 648                               | 3,58                              | -0,54                             |
|                                   | Verd                                      |                                   |                                   |                                   |                                   | 572                               | 3,16                              | -7,91                             |
|                                   | Cànnabis                                  |                                   |                                   |                                   |                                   | 134                               | 0,74                              | -2,40                             |
|                                   | Unit Futur                                |                                   |                                   |                                   |                                   | 100                               | 0,55                              | -2,06                             |
|                                   | Progressista                              |                                   |                                   |                                   |                                   | 38                                | 0,21                              | -0,93                             |
|                                   | ACT                                       |                                   |                                   |                                   |                                   | 27                                | 0,15                              | -0,50                             |
|                                   | Drets de la Família                       |                                   |                                   |                                   |                                   | 12                                | 0,07                              | +0,07                             |
|                                   | Patrimoni Cristià                         |                                   |                                   |                                   |                                   | 8                                 | 0,04                              | -1,65                             |
|                                   | 99 Diputats                               |                                   |                                   |                                   |                                   | 7                                 | 0,04                              | +0,04                             |
|                                   | Democràcia Directa                        |                                   |                                   |                                   |                                   | 7                                 | 0,04                              | +0,04                             |
|                                   | Aliança                                   |                                   |                                   |                                   |                                   | 6                                 | 0,03                              | -1,97                             |
|                                   | Libertarianz                              |                                   |                                   |                                   |                                   | 3                                 | 0,02                              | +0,02                             |
|                                   | Una NZ                                    |                                   |                                   |                                   |                                   | 1                                 | 0,01                              | -0,08                             |
| Vots nuls                         | Vots nuls                                 | Vots nuls                         | Vots nuls                         | Vots nuls                         | Vots nuls                         | 232                               | 1,28                              | +0,35                             |
| Participació                      | Participació                              | Participació                      | Participació                      | Participació                      | Participació                      | 18.115                            | 68,52                             | +9,99                             |
| Majoria                           | Majoria                                   | Majoria                           | Majoria                           | Majoria                           | Majoria                           | 5.113                             | 29,48                             | -32,28                            |
|                                   | Circumscripció defensada pel Partit Maori |                                   |                                   |                                   |                                   |                                   |                                   |                                   |

|              | Maori                                    | Tariana Turia | 7.256 | 92,74 | +21,38 |
|              | Cànnabis                                 | Dun Mihaka    | 197   | 2,52  | +2,52  |
|              | Independent                              | Tahu Nepia    | 183   | 2,24  | +2,24  |
|              | Independent                              | Peter Wakeman | 80    | 1,02  | +1,02  |
|              | Independent                              | David Bolton  | 70    | 0,89  | +0,89  |
|              | Independent                              | Rusty Kane    | 38    | 0,49  | +0,49  |
| Vots nuls    | Vots nuls                                | Vots nuls     | 37    | 0,47  | -0,47  |
| Participació | Participació                             | Participació  | 7.861 | 27,85 | -30,68 |
| Majoria      | Majoria                                  | Majoria       | 7.059 | 24,90 | -36,86 |
|              | Circumscripció guanyada pel Partit Maori |               |       |       |        |

| Eleccions de 2002: Te Tai Hauāuru | Eleccions de 2002: Te Tai Hauāuru             | Eleccions de 2002: Te Tai Hauāuru | Eleccions de 2002: Te Tai Hauāuru | Eleccions de 2002: Te Tai Hauāuru | Eleccions de 2002: Te Tai Hauāuru | Eleccions de 2002: Te Tai Hauāuru | Eleccions de 2002: Te Tai Hauāuru | Eleccions de 2002: Te Tai Hauāuru |
| Partit                            | Partit                                        | Candidat                          | Vots per candidat                 | %                                 | ±%                                | Vots per partit                   | %                                 | ±%                                |
| --------------------------------- | --------------------------------------------- | --------------------------------- | --------------------------------- | --------------------------------- | --------------------------------- | --------------------------------- | --------------------------------- | --------------------------------- |
|                                   | Laborista                                     | Tariana Turia                     | 10.002                            | 71,36                             | +19,21                            | 8.113                             | 56,08                             | +0,63                             |
|                                   | Mana Maori                                    | Ken Mair                          | 1.345                             | 9,60                              | +0,61                             | 590                               | 4,08                              | -2,04                             |
|                                   | Nacional                                      | Greg White                        | 991                               | 7,07                              | +3,52                             | 596                               | 4,12                              | -0,30                             |
|                                   | Unit Futur                                    | James Hippolite                   | 705                               | 5,03                              | +5,03                             | 377                               | 2,61                              | +2,55                             |
|                                   | Aliança                                       | Manuel Kamaka                     | 594                               | 4,24                              | -2,58                             | 290                               | 2,00                              | -4,23                             |
|                                   | Patrimoni Cristià                             | Jeannette Shramka                 | 380                               | 2,71                              | +1,66                             | 245                               | 1,69                              | +0,82                             |
|                                   | NZ Primer                                     |                                   |                                   |                                   |                                   | 1.832                             | 12,66                             | +0,15                             |
|                                   | Verd                                          |                                   |                                   |                                   |                                   | 1.602                             | 11,07                             | +6,93                             |
|                                   | Cànnabis                                      |                                   |                                   |                                   |                                   | 454                               | 3,14                              | +0,00                             |
|                                   | Progressista                                  |                                   |                                   |                                   |                                   | 165                               | 1,14                              | +1,14                             |
|                                   | ACT                                           |                                   |                                   |                                   |                                   | 94                                | 0,65                              | -0,02                             |
|                                   | Recreació                                     |                                   |                                   |                                   |                                   | 92                                | 0,64                              | +0,64                             |
|                                   | Una NZ                                        |                                   |                                   |                                   |                                   | 13                                | 0,09                              | +0,05                             |
|                                   | NMP                                           |                                   |                                   |                                   |                                   | 4                                 | 0,03                              | +0,00                             |
| Vots nuls                         | Vots nuls                                     | Vots nuls                         | Vots nuls                         | Vots nuls                         | Vots nuls                         | 136                               | 0,94                              | -1,74                             |
| Participació                      | Participació                                  | Participació                      | Participació                      | Participació                      | Participació                      | 14.467                            | 58,53                             | -11,06                            |
| Majoria                           | Majoria                                       | Majoria                           | Majoria                           | Majoria                           | Majoria                           | 8.657                             | 61,76                             | -21,94                            |
|                                   | Circumscripció defensada pel Partit Laborista |                                   |                                   |                                   |                                   |                                   |                                   |                                   |

### Dècada de 1990
| Eleccions de 1999: Te Tai Hauāuru | Eleccions de 1999: Te Tai Hauāuru            | Eleccions de 1999: Te Tai Hauāuru | Eleccions de 1999: Te Tai Hauāuru | Eleccions de 1999: Te Tai Hauāuru | Eleccions de 1999: Te Tai Hauāuru | Eleccions de 1999: Te Tai Hauāuru | Eleccions de 1999: Te Tai Hauāuru | Eleccions de 1999: Te Tai Hauāuru |
| Partit                            | Partit                                       | Candidat                          | Vots per candidat                 | %                                 | ±%                                | Vots per partit                   | %                                 | ±%                                |
| --------------------------------- | -------------------------------------------- | --------------------------------- | --------------------------------- | --------------------------------- | --------------------------------- | --------------------------------- | --------------------------------- | --------------------------------- |
|                                   | Laborista                                    | Nanaia Mahuta                     | 8.162                             | 52,15                             | +24,59                            | 8.755                             | 55,45                             | +23,17                            |
|                                   | NZ Primer                                    | Lorraine Anderson                 | 1.929                             | 12,33                             | -39,45                            | 1.976                             | 12,51                             | -31,51                            |
|                                   | Mauri Pacific                                | Tuku Morgan                       | 1.635                             | 10,45                             | -41,33                            | 766                               | 4,85                              | +4,85                             |
|                                   | Mana Maori                                   | Ken Mair                          | 1.407                             | 8,99                              | +4,34                             | 966                               | 6,12                              | +2,72                             |
|                                   | Aliança                                      | Joe Puketapu                      | 1.068                             | 6,82                              | +0,13                             | 983                               | 6,23                              | -1,40                             |
|                                   | Nacional                                     | Dennis Patuwairua                 | 555                               | 3,55                              | -1,77                             | 698                               | 4,42                              | -1,29                             |
|                                   | Piri Wiri Tua                                | Dalvanius Prime                   | 224                               | 1,43                              | +1,43                             |                                   |                                   |                                   |
|                                   | Futur                                        | Lee Edmonds                       | 177                               | 1,13                              | +1,13                             | 127                               | 0,80                              | +0,80                             |
|                                   | Patrimoni Cristià                            | Jeannette Shramka                 | 165                               | 1,05                              | -0,75                             | 138                               | 0,87                              | -0,69                             |
|                                   | Moviment per a la Llibertat                  | Lei Graham                        | 138                               | 0,88                              | +0,88                             | 52                                | 0,33                              | +0,33                             |
|                                   | Mana Wahine                                  | Antoine Brown                     | 117                               | 0,75                              | +0,75                             |                                   |                                   |                                   |
|                                   | Opció Popular                                | Doug Wilson                       | 74                                | 0,47                              | +0,47                             | 11                                | 0,07                              | +0,07                             |
|                                   | Verd                                         |                                   |                                   |                                   |                                   | 654                               | 4,14                              | +4,14                             |
|                                   | Cànnabis                                     |                                   |                                   |                                   |                                   | 495                               | 3,14                              | -0,39                             |
|                                   | ACT                                          |                                   |                                   |                                   |                                   | 106                               | 0,67                              | -0,13                             |
|                                   | Animals Primer                               |                                   |                                   |                                   |                                   | 16                                | 0,10                              | -0,03                             |
|                                   | NZ Unit                                      |                                   |                                   |                                   |                                   | 9                                 | 0,06                              | -0,04                             |
|                                   | Llei Natural                                 |                                   |                                   |                                   |                                   | 7                                 | 0,04                              | -0,02                             |
|                                   | McGillicuddy                                 |                                   |                                   |                                   |                                   | 7                                 | 0,04                              | -0,17                             |
|                                   | Una NZ                                       |                                   |                                   |                                   |                                   | 7                                 | 0,04                              | +0,04                             |
|                                   | NMP                                          |                                   |                                   |                                   |                                   | 5                                 | 0,03                              | +0,03                             |
|                                   | Republicà                                    |                                   |                                   |                                   |                                   | 2                                 | 0,01                              | +0,01                             |
|                                   | Illa del Sud                                 |                                   |                                   |                                   |                                   | 1                                 | 0,01                              | +0,01                             |
| Vots nuls                         | Vots nuls                                    | Vots nuls                         | Vots nuls                         | Vots nuls                         | Vots nuls                         | 423                               | 2,68                              | +0,90                             |
| Participació                      | Participació                                 | Participació                      | Participació                      | Participació                      | Participació                      | 15.789                            | 69,59                             | -4,69                             |
| Majoria                           | Majoria                                      | Majoria                           | Majoria                           | Majoria                           | Majoria                           | 6.233                             | 39,82                             | +64,02                            |
|                                   | Circumscripció guanyada pel Partit Laborista |                                   |                                   |                                   |                                   |                                   |                                   |                                   |

| Eleccions de 1996: Te Tai Hauāuru | Eleccions de 1996: Te Tai Hauāuru               | Eleccions de 1996: Te Tai Hauāuru | Eleccions de 1996: Te Tai Hauāuru | Eleccions de 1996: Te Tai Hauāuru | Eleccions de 1996: Te Tai Hauāuru | Eleccions de 1996: Te Tai Hauāuru | Eleccions de 1996: Te Tai Hauāuru | Eleccions de 1996: Te Tai Hauāuru |
| Partit                            | Partit                                          | Candidat                          | Vots per candidat                 | %                                 | ±%                                | Vots per partit                   | %                                 | ±%                                |
| --------------------------------- | ----------------------------------------------- | --------------------------------- | --------------------------------- | --------------------------------- | --------------------------------- | --------------------------------- | --------------------------------- | --------------------------------- |
|                                   | NZ Primer                                       | Tuku Morgan                       | 10.606                            | 51,78                             |                                   | 9.026                             | 44,02                             |                                   |
|                                   | Laborista                                       | Nanaia Mahuta                     | 5.645                             | 27,56                             |                                   | 6.619                             | 32,28                             |                                   |
|                                   | Aliança                                         | Te Pare Joseph                    | 1.370                             | 6,69                              |                                   | 1.565                             | 7,63                              |                                   |
|                                   | Nacional                                        | Tahuna Minhinnick                 | 1.090                             | 5,32                              |                                   | 1.171                             | 5,71                              |                                   |
|                                   | Mana Maori                                      | Angeline Greensill                | 952                               | 4,65                              |                                   | 698                               | 3,40                              |                                   |
|                                   | Coalició Cristiana                              | Rawiri Whare                      | 369                               | 1,80                              |                                   | 320                               | 1,56                              |                                   |
|                                   | ACT                                             | Merama Karauria                   | 167                               | 0,82                              |                                   | 164                               | 0,80                              |                                   |
|                                   | Independent                                     | Kotene Pihema                     | 132                               | 0,64                              |                                   |                                   |                                   |                                   |
|                                   | Independent                                     | Derek Alston                      | 86                                | 0,42                              |                                   |                                   |                                   |                                   |
|                                   | Llei Natural                                    | Ken Thomas                        | 64                                | 0,31                              |                                   | 16                                | 0,08                              |                                   |
|                                   | Cànnabis                                        |                                   |                                   |                                   |                                   | 723                               | 3,53                              |                                   |
|                                   | Progressista Verd                               |                                   |                                   |                                   |                                   | 46                                | 0,22                              |                                   |
|                                   | McGillicuddy                                    |                                   |                                   |                                   |                                   | 43                                | 0,21                              |                                   |
|                                   | Animals Primer                                  |                                   |                                   |                                   |                                   | 26                                | 0,13                              |                                   |
|                                   | Te Tawharau                                     |                                   |                                   |                                   |                                   | 24                                | 0,12                              |                                   |
|                                   | NZ Unit                                         |                                   |                                   |                                   |                                   | 21                                | 0,10                              |                                   |
|                                   | Societat Verda                                  |                                   |                                   |                                   |                                   | 17                                | 0,08                              |                                   |
|                                   | Pensionistes i Joves                            |                                   |                                   |                                   |                                   | 8                                 | 0,04                              |                                   |
|                                   | Minoria Ètnica                                  |                                   |                                   |                                   |                                   | 6                                 | 0,03                              |                                   |
|                                   | Avança                                          |                                   |                                   |                                   |                                   | 4                                 | 0,02                              |                                   |
|                                   | Conservador                                     |                                   |                                   |                                   |                                   | 4                                 | 0,02                              |                                   |
|                                   | Libertarianz                                    |                                   |                                   |                                   |                                   | 1                                 | 0,00                              |                                   |
| Vots nuls                         | Vots nuls                                       | Vots nuls                         | Vots nuls                         | Vots nuls                         | Vots nuls                         | 364                               | 1,78                              |                                   |
| Participació                      | Participació                                    | Participació                      | Participació                      | Participació                      | Participació                      | 20.502                            | 74,28                             |                                   |
| Majoria                           | Majoria                                         | Majoria                           | Majoria                           | Majoria                           | Majoria                           | 4.961                             | 24,20                             |                                   |
|                                   | Circumscripció guanyada per Nova Zelanda Primer |                                   |                                   |                                   |                                   |                                   |                                   |                                   |

## Circumscripcions properes
|  |  |  |
|  |  |  |
|  |  |  |